# Liechtensteiner Steueraffäre

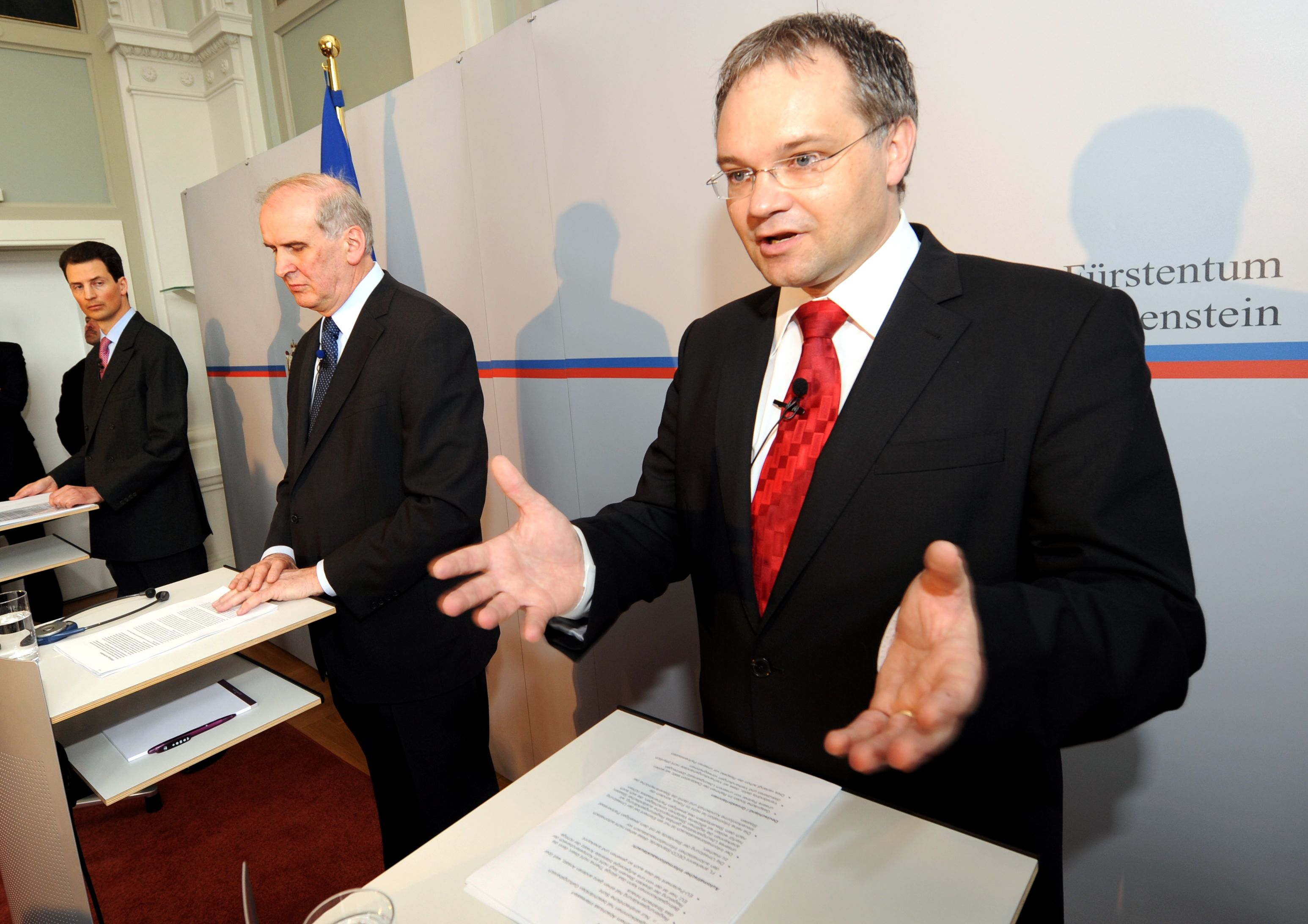
Information der Liechtensteinischen Regierung zu internationaler Steuerkonformität und Bankgeheimnis

Die Liechtensteiner Steueraffäre ist der größte bisher in der Bundesrepublik Deutschland eingeleitete Komplex von Ermittlungsverfahren wegen Steuerhinterziehung. Ein ehemaliger Bankmitarbeiter der LGT Bank hatte bankinterne Daten entwendet und dem Bundesnachrichtendienst zum Kauf angeboten. Der Ankauf der Daten durch die Bundesrepublik Deutschland belastete die diplomatischen Beziehungen zu Liechtenstein (siehe Diplomatie).

## Herkunft der Daten
Die liechtensteinische LGT Bank bestätigte, dass Kundendaten vermutlich von ihrem Ex-Mitarbeiter Heinrich Kieber an den Bundesnachrichtendienst verkauft wurden. Kieber war bereits Ende der 1990er Jahre erstmals durch Liechtensteiner Behörden gesucht worden, nachdem er bei einem Immobiliengeschäft in Barcelona angeblich durch geplatzte Schecks 600.000 Schweizer Franken für seine private Kasse abgezweigt haben soll.
Heinrich Kieber war in der Zeit von April 2001 bis November 2002 bei der LGT beschäftigt. Dort war ihm die Aufgabe übertragen worden, das Papierarchiv zu digitalisieren. Dabei soll Kieber die Daten illegal kopiert haben. Ob Kieber tatsächlich der Datendiebstahl angelastet werden kann, ist bislang aber nicht abschließend geklärt. Unter Berufung auf Interna des Geheimdienstausschusses berichtete die Süddeutsche Zeitung, dass es eine weitere Quelle geben müsse, da Kieber 2002 nach einem ersten Versuch, die LGT mit gestohlenen Daten zu erpressen, entlassen und durch ein Liechtensteiner Gericht zu vier Jahren Freiheitsstrafe verurteilt worden war. Die deutschen Steuerbehörden sollen jedoch über Unterlagen bis 2005 verfügen. Um die tatsächliche Quelle der Daten zu schützen, könnte Heinrich Kieber bewusst als Informant lanciert worden sein.
Zunächst soll Kieber vergeblich versucht haben, die liechtensteinischen Behörden zu erpressen. Unter falschem Namen meldete er sich erstmals am 24. Januar 2006 per E-Mail beim Bundesnachrichtendienst. Kieber bot dem BND Daten von mehreren hundert Deutschen an, die Gelder in liechtensteinische Stiftungen angelegt hatten. Für die Bereitstellung dieser Daten erhielt er 4,6 Millionen Euro, die pauschal mit zehn Prozent besteuert worden sein sollen. Unter diesen Daten sollen auch solche von Kunden aus dem Bereich der organisierten Kriminalität enthalten gewesen sein, weswegen Kieber vom Bundesnachrichtendienst eine neue Identität und zwei falsche Pässe erhalten haben soll.
Am 23. Februar 2008 berichtete das Nachrichtenmagazin Der Spiegel, dass der Informant des BND die kopierten Kundendaten im Sommer 2007 auch an US-amerikanische Behörden verkauft hat. Die Steuerfahndung in den USA war bereits in 50 Fällen aktiv.
Auf ihrer Website detailliert die LGT ihre Ansicht, wie der Datendiebstahl 2002 vor sich gegangen sein soll, und liefert auch genauere Angaben zu Herrn Kieber, dem mutmaßlichen Täter, der unter neuer Identität in Australien vermutet wird. Der Spiegel hingegen berichtet, dass die jüngsten den Finanzbehörden bekannten Daten aus dem Jahr 2005 stammen sollen, was wiederum die Herkunft der Daten in Frage stellt. Eine weitere bzw. eine andere Person als Informant und Quelle der Daten ist nach dieser Meldung des Spiegel weiterhin nicht ausgeschlossen.

## Hintergrund
Nach liechtensteinischem Recht errichtete Stiftungen erlauben es, ein Vermögen von seinem tatsächlichen Eigentümer zu trennen und somit zu anonymisieren. Im Gegensatz zu den Stiftungen der meisten Länder kann eine liechtensteinische Stiftung vom Stifter jederzeit wieder aufgelöst werden. Zudem werden Stiftungen in Liechtenstein wie auch die sogenannten Sitzgesellschaften ohne eigenen Geschäftsbetrieb in der Regel lediglich mit einer jährlichen Pauschale von 1000 Schweizer Franken besteuert. Liechtenstein erhebt vergleichsweise niedrige Steuern, weshalb es unter anderem von der deutschen Regierung als Steueroase angesehen wird.
Insgesamt sollen Gelder hunderter in Deutschland ansässiger Bürger in Höhe von mehreren Milliarden Euro über die liechtensteinische LGT Bank und andere Banken vor allem in nach dem dortigen Recht errichteten Stiftungen geflossen sein. Nach Angaben der Staatsanwaltschaft sind diese „augenscheinlich allein zum Zweck der Steuerhinterziehung eingerichtet worden“. Fraglich ist hier lediglich, inwieweit die Quelle gezielt Daten zu inkriminierten Geldern (z. B. im Zusammenhang mit Geldwäsche oder Steuerhinterziehung, d. h. in aller Regel Schwarzgeld) erhoben und gesammelt hat. Hierfür sprächen die versuchte Erpressung und auch der spätere Verkauf der Daten. Soweit es sich um sog. „weißes Vermögen“ gehandelt hätte, wären die Daten für eine Erpressung und einen Handel denkbar ungeeignet gewesen. Ein Ankauf der Daten durch ausländische Behörden wäre damit faktisch von vornherein ausgeschlossen gewesen.

## Ermittlungen
Die Affäre wurde am 14. Februar 2008 durch eine Durchsuchung beim damaligen Vorstandsvorsitzenden der Deutschen Post AG, Klaus Zumwinkel, öffentlich bekannt. Gegen diesen wurden aufgrund der Erkenntnisse aus der Daten-CD ein Ermittlungsverfahren wegen des Verdachts der Steuerhinterziehung geführt. Es ist umstritten, ob die Durchsuchungsmaßnahme bei Zumwinkel in der Öffentlichkeit bewusst lanciert wurde, um Personen, die Vermögen vor dem Zugriff des deutschen Staates in Liechtenstein versteckten, zur Selbstanzeige zu veranlassen. Der Spiegel berichtete bereits kurze Zeit später über die im Hause von Klaus Zumwinkel geführten Durchsuchungsmaßnahmen und zitierte dabei offensichtlich aus dem Durchsuchungsbericht als auch aus den Steuerakten.
Nach Druck aus Kreisen der Bundesregierung gab Zumwinkel am 15. Februar 2008 seinen Rücktritt bekannt. Ebenso wurde seit Monaten auch gegen mehrere hundert weitere Personen ermittelt. Bis dahin geheim gehaltene Ermittlungsverfahren wurden bereits Ende 2007 durch Hinweise eines Informanten aus Kreisen der LGT Bank veröffentlicht. Dieser Informant hat laut einem Bericht der Süddeutschen Zeitung eine CD-ROM mit belastenden Bank-Interna dem Bundesnachrichtendienst (BND) zur Verfügung gestellt, die der Bundesnachrichtendienst in Amtshilfe an die Steuerfahndung Wuppertal weitergeleitet hatte.
Angaben der Schwerpunktabteilung für Wirtschaftsstrafsachen bei der Staatsanwaltschaft Bochum zufolge ermittelte die auf diesen Deliktbereich spezialisierte Staatsanwaltschaft federführend unter Amtshilfe durch die Generalstaatsanwälte in Düsseldorf und Köln, mehrere Steuerfahndungsstellen des Landes Nordrhein-Westfalen sowie die Kriminalpolizei in Essen – gegen bundesweit rund 600 bis 700 Verdächtige. 900 Durchsuchungsbeschlüsse sollen ausgestellt und vollzogen worden sein.
Seit dem 18. Februar werden weitere Razzien der Steuerfahndung in Hamburg, München, Frankfurt am Main und Städten in Baden-Württemberg durchgeführt. Zudem wurden Niederlassungen von Privat- und Großbanken: das Bankhaus Metzler und die Hauck & Aufhäuser, der Dresdner Bank, sowie der UBS in München und der Berenberg Bank in Hamburg durchsucht. Die Finanzverwaltung registrierte außerdem eine erhöhte Anzahl von Selbstanzeigen wegen möglicher Steuerhinterziehung von Personen mit Guthaben in Liechtenstein. Ebenso fand beim Bayerischen Landesdatenschutzbeauftragten Karl Michael Betzl eine Hausdurchsuchung statt. Betzl erklärte daraufhin die einstweilige Niederlegung seiner Amtsgeschäfte.
Im Dezember 2008 wurde der die Ermittlungen leitenden Staatsanwältin Margrit Lichtinghagen von der Bochumer Staatsanwaltschaft wegen „Hinterhältigkeit“ das Vertrauen entzogen.
Diese kündigte daraufhin an, auf eigenen Wunsch zum Jahresende den staatsanwaltschaftlichen Dienst in Bochum zu verlassen.
Die italienischen Behörden ermitteln gegen 388 Personen und zwei Unternehmen. In Frankreich gibt es 200 Verdachtsfälle.
Nach einer Bilanz der Bochumer Staatsanwaltschaft von Ende März 2010 wurden durch Selbstanzeigen betroffener Steuerhinterzieher im Zusammenhang mit der CD-ROM insgesamt 626 Millionen Euro an den deutschen Fiskus gezahlt, davon direkt 222 Millionen Euro in Bezug auf die LGT, 404 Millionen ohne direkten Zusammenhang mit der liechtensteinischen Fürstenbank. Weiter hat die Bochumer Staatsanwaltschaft seit 2008 596 Ermittlungsverfahren eingeleitet gegen Kunden der LGT, wovon bisher 244 erledigt wurden. Dabei flossen weitere 181 Millionen Euro in die Staatskasse.

## Rechtliche Problematik
Der Ankauf der Daten-CD belastete die diplomatischen Beziehungen der Bundesrepublik Deutschland und des Fürstentums Liechtenstein. Beide Staaten haben verschiedene Rechtsordnungen geschaffen und hier kollidierten aufgrund der geschaffenen Rechtsnormen deren Rechtskreise, was zu zwischenstaatlichen Verstimmungen führte.
Da die Daten offensichtlich auf kriminellem Wege beschafft worden sind, war Gegenstand der zunächst geführten zwischenstaatlichen Diskussion die Frage, ob die Daten überhaupt im deutschen Strafverfahren verwertet werden dürfen. Die Liechtensteiner Behörden vertraten die Auffassung, dass die Daten durch die Bundesrepublik weder angekauft noch verwertet werden dürfen. Damit vertraten die Liechtensteiner Behörden die These der Früchte des vergifteten Baumes, nach der die Daten auf der CD einem Verwertungsverbot unterliegen. Im deutschen Recht wird jedoch die These der Früchte des vergifteten Baumes grundsätzlich abgelehnt, da im deutschen Rechtskreis der Rechtssicherheit des Beschuldigten durch die Verwertungsverbote genüge getan sei.
Weiterhin stand in Frage, ob die Daten angekauft werden können oder ob der Datenankauf den Tatbestand der Hehlerei erfüllt. Im deutschen Strafrecht ist die Hehlerei in § 259 des Strafgesetzbuches geregelt. Wolfgang Bosbach vertrat in der Sendung Hart aber fair die Auffassung, dass eine Hehlerei schon daher nicht vorläge, da es sich bei Daten nicht um eine Sache im Sinne des deutschen Rechts handele. Sachen im Sinne von § 90 BGB sind nach deutschem Rechtsverständnis nur körperliche Gegenstände. Da die Daten keine körperlichen Gegenstände seien, könne hier auch nicht der Tatbestand der Hehlerei erfüllt sein. Eine vergleichbare Entscheidung verlangte der sog. Stromdiebstahlsfall.
Es stellte sich nicht zuletzt auch die Frage, ob es moralisch und ethisch vertretbar sei, die Daten anzukaufen, da die Bundesrepublik Deutschland als Rechtsstaat auch eigene rechtsstaatliche Grundsätze zu achten habe. Besonders umstritten war daher, wie weit der Staat gehen dürfe, um Straftäter zu verfolgen und Steuerquellen aufzudecken. Es stand zumindest moralisch in Frage, ob der Staat inkriminierte Daten ankaufen und zur Strafverfolgung heranziehen dürfe.
Gemäß dem Beschluss des Bundesverfassungsgerichts vom 9. November 2010 ist eine Strafverfolgung, die auf der Nutzung einer angekauften Daten-CD beruht, verfassungskonform.

## Reaktionen
Das Fürstentum Liechtenstein ist durch die Affäre direkt betroffen, da sich die LGT-Bank im Besitz der in Liechtenstein regierenden Fürstenfamilie befindet. Die Affäre wurde bei einem seit längerem geplanten Besuch des Regierungschefs und Finanzministers von Liechtenstein Otmar Hasler in Berlin am 20. Februar 2008 thematisiert, in dessen Verlauf Hasler auch mit Bundesfinanzminister Peer Steinbrück und Bundeskanzlerin Angela Merkel zusammentraf.
Die Zeitung Die Welt beschreibt die inhaltliche Tragweite des Vorgangs als „Staatskrise“. Der amtsausübende Stellvertreter des liechtensteinischen Staatschefs Erbprinz Alois von Liechtenstein nannte die Ermittlungen einen „vollkommen überrissenen Angriff“ der Bundesrepublik auf sein Land und erwägt rechtliche Schritte gegen Deutschland einzuleiten.
Der leitende liechtensteinische Staatsanwalt Wallner hat ein Ermittlungsverfahren „gegen unbekannte Täter wegen der Verletzung eines Betriebsgeheimnisses zugunsten des Auslands“ eingeleitet. Nach Heinrich Kieber wird seither international von der Liechtensteiner Landespolizei gesucht.
Infolge der Liechtensteiner Steueraffäre wurden bereits vom Fürstenhaus Liechtenstein zugesagte Leihgaben an deutsche Museen von Erbprinz Alois von und zu Liechtenstein zurückgezogen. Dieser Akt wurde mit „fraglichen rechtsstaatlichen Grundprinzipien“ begründet, die deutschen Medien gehen aber davon aus, dass es sich hierbei um einen Ausdruck der Verstimmung des Fürstenhauses handelt.
Dagegen erwägt die deutsche Bundesregierung international koordinierte Aktionen: Liechtenstein lebe nach Angaben des Bundesfinanzministeriums „zu einem guten Teil vom Steuerhinterziehungsgeschäft“. Einschränkungen des Geschäftsverkehrs, Informationspflichten sowie Gebühren für Transaktionen und eine Quellensteuer auf Zahlungen in sogenannte Steueroasen sind denkbare Sanktionsmöglichkeiten.
Indirekt wurde von Bundeskanzlerin Angela Merkel angedroht, den von Liechtensteiner Seite gewünschten Beitritt des Landes zum Schengener Abkommen im Zug des Ratifikationsprozesses zu verzögern.

## Ausweitung des Steuerskandals

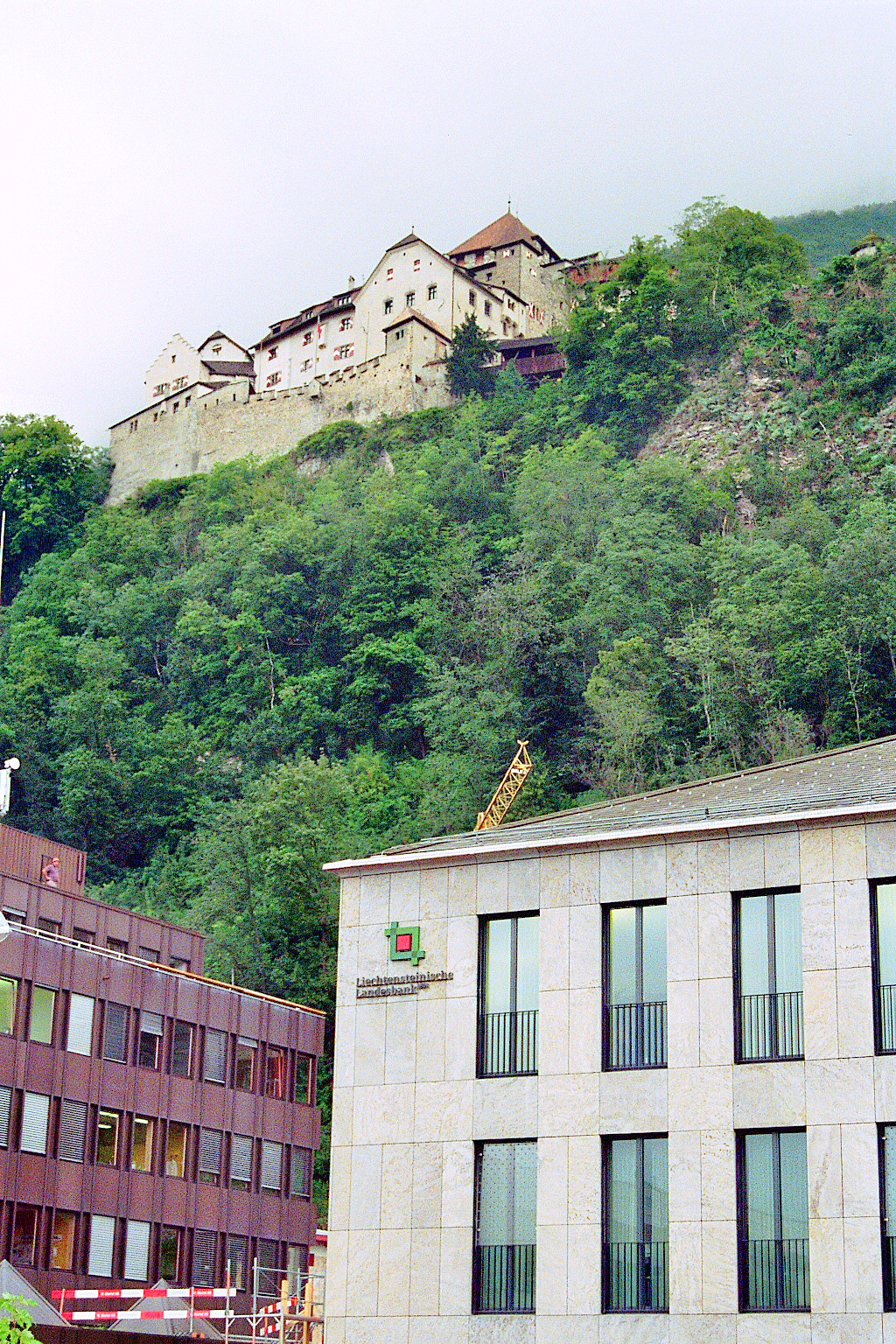
Liechtensteinische Landesbank (Hintergrund: Schloss Vaduz)

Der Steuerskandal weitete sich international aus. Im Zuge weiterer Ermittlungen haben die Vereinigten Staaten, das Vereinigte Königreich, die Niederlande und Australien Verfahren wegen möglicher Steuerhinterziehung eingeleitet. Es ist davon auszugehen, dass Verfahren in Spanien, Frankreich, Österreich und Italien folgen werden. Der internationale Druck auf Liechtenstein wächst.
Im Juni 2008 liefen in Deutschland gegen rund 700 Beschuldigte Verfahren, darunter 350 allein bei der Staatsanwaltschaft Bochum. Der erste Fall wurde im Juli 2008 vor dem Landgericht Bochum abgeschlossen. Angeklagt war ein Immobilienkaufmann aus Hessen, der zwischen 2001 und 2006 insgesamt elf Millionen Euro in Stiftungen angelegt und die Erträge nicht versteuert haben soll. Der angeklagte Immobilienkaufmann wurde zu einer Bewährungsstrafe und einer Geldstrafe von 7,5 Millionen Euro verurteilt.
Das österreichische Magazin Format gab am 31. Juli 2008 erstmals auch Namen prominenter Personen bekannt, die Steuern hinterzogen haben. Die deutsche Steuerfahndung verfügt demnach über rund 180 Datensätze von Österreichern (darunter 40 Prozent aus Wien und 20 Prozent aus Vorarlberg), die in der Affäre um Daten der LGT Bank verwickelt sind. Die österreichische Steuerfahndung gab hierzu bekannt, dass zahlreiche Prominente vor dem 14. April 2008 bereits Selbstanzeige erstattet hätten. Kritiker werfen dem Finanzministerium vor, das Verfahren verschleppt zu haben, um Prominenten mehr Zeit für Selbstanzeigen zu geben.

Logo der LLB

Nach Informationen der Frankfurter Rundschau verfügt das Landgericht Rostock seit dem 1. August 2008 über rund 1850 Belege von Konten deutscher Bürger bei der Liechtensteinischen Landesbank (LLB), die im Prozess wegen millionenschwerer Erpressungen von der Verteidigung vorgelegt wurden. Vier Angeklagte sollen rund 2500 Kontenbelege der LLB illegal beschafft haben und versuchten damit die Landesbank im Juli 2005 zu erpressen. Die Bank ging aus Imagegründen auf den Deal mit den Erpressern ein und bezahlte in einer ersten Rate rund neun Millionen Euro für die Herausgabe der Daten. Der Mitangeklagte Michael F. aus Rostock wurde in Deutschland verhaftet, als er versuchte mit 452.000 Euro im Gepäck nach Thailand auszufliegen. Verhaftung und Geldfund brachten die Ermittlungen der Staatsanwaltschaft ins Rollen.